# Säsong 2 av Teenage Mutant Ninja Turtles (2012)
Säsong 2 av Teenage Mutant Ninja Turtles (2012) är seriens andra säsong.
Den 2 oktober 2012 beställde Nickelodeon en andra säsong. 

## Lista över avsnitt
| Nr |  | Titel                                                                        |  | Regissör                      | Manus                          |  |  | Originalvisning   |  | TV-kod |  |  |
| --- |  | ---------------------------------------------------------------------------- |  | ----------------------------- | ------------------------------ |  |  | ----------------- |  | ------ |  |  |
| 27 |  | "Mutationssituationen" "The Mutation Situation"                              |  | Sebastian Montes & Ciro Nieli | Brandon Auman                  |  |  | 12 oktober 2013   |  |        |  |  |
| Efter att mutagenet som blivit över från Kraangs invasion spridits över staden, muteras Kirby till Kirby O'Neil en vampyrliknande fladdermus. |  |                                                                              |  |                               |                                |  |  |                   |  |        |  |  |
| 28 |  | "Ekorrmonstren invaderar" "Invasion of the Squirrelanoids"                   |  | Michael Chang                 | Todd Garfield                  |  |  | 19 oktober 2013   |  |        |  |  |
| Sköldpaddorna stöter på en mystisk ekorre. |  |                                                                              |  |                               |                                |  |  |                   |  |        |  |  |
| 29 |  | "Följ ledaren" "Follow the Leader"                                           |  | Alan Wan                      | Eugene Son                     |  |  | 2 november 2013   |  |        |  |  |
| Shredder beger sig till Japan för att rekrytera fler medlemmar till Fotklanen, och lämnar Karai kvar i USA. Leonardo, som har svårt att få övriga sköldpaddor att lyssna på honom, tillfångatas av Fotklanens robotar. |  |                                                                              |  |                               |                                |  |  |                   |  |        |  |  |
| 30 |  | "Mutagenmannen är lös" "Mutagen Man Unleashed"                               |  | Sebastian Montes              | Kevin Burke, Chris "Doc" Wyatt |  |  | 9 november 2013   |  |        |  |  |
| Donatello fortsätter försöka hitta ett botemedel för Kirbys mutation. April försätts snart i ännu större fara då Mutagenmannen dyker upp. |  |                                                                              |  |                               |                                |  |  |                   |  |        |  |  |
| 31 |  | "Mikey får skalakne" "Mikey Gets Shellacne"                                  |  | Alan Wan                      | Thomas Krajewski               |  |  | 16 november 2013  |  |        |  |  |
| Michelangelo drabbas av "skalakne". Samtidigt muteras Dogpound till Razhar. |  |                                                                              |  |                               |                                |  |  |                   |  |        |  |  |
| 32 |  | "Måltavla: April O'Neil" "Target: April O'Neil"                              |  | Michael Chang                 | Nicole Dubuc                   |  |  | 23 november 2013  |  |        |  |  |
| Med hjälp av roboten Chromedome fortsätter Karai och Kraang jakten på April. |  |                                                                              |  |                               |                                |  |  |                   |  |        |  |  |
| 33 |  | "Slash dyker upp" "Slash and Destroy"                                        |  | Sebastian Montes              | Gavin Hignight                 |  |  | 30 november 2013  |  |        |  |  |
| Raphaels dossköldpadda Spike muteras och förvandlas till mutantsköldpaddan Slash. |  |                                                                              |  |                               |                                |  |  |                   |  |        |  |  |
| 34 |  | "Den gode, den onde och Casey Jones" "The Good, the Bad, and Casey Jones"    |  | Michael Chang                 | Johnny Hartmann                |  |  | 2 februari 2014   |  |        |  |  |
| Casey Jones försöker skydda staden från ninjas och mutanter, och förföljer snart Raphael till sköldpaddornas gömställe. Av misstag ledar han dock Fotrobotarna till sköldpaddornas gömställe, och snart måste Casey Jones tillsammans med sköldpaddorna bekämpa robotarna.                                                   |  |                                                                              |  |                               |                                |  |  |                   |  |        |  |  |
| 35 |  | "Kraangs konspiration" "The Kraang Conspiracy"                               |  | Alan Wan                      | Brandon Auman                  |  |  | 9 februari 2014   |  |        |  |  |
| April övertalar sköldpaddorna att få följa med till den återuppbyggda TCRI-byggnaden. Snart lär sig April en hemlighet om sitt ursprung. |  |                                                                              |  |                               |                                |  |  |                   |  |        |  |  |
| 36 |  | "Grottsvampen" "Fungus Humungous"                                            |  | Sebastian Montes              | Mark Henry                     |  |  | 16 februari 2014  |  |        |  |  |
| En muterad svamp härjar i avloppen. |  |                                                                              |  |                               |                                |  |  |                   |  |        |  |  |
| 37 |  | "Metalhead Rewired" "Metalhead 2.0"                                          |  | Alan Wan                      | Peter di Cicco                 |  |  | 23 februari 2014  |  |        |  |  |
| Donatello uppgraderar Metalheads artificiella intelligens. |  |                                                                              |  |                               |                                |  |  |                   |  |        |  |  |
| 38 |  | "Råttor och män" "Of Rats and Men"                                           |  | Sebastian Montes              | Todd Garfield                  |  |  | 2 mars 2014       |  |        |  |  |
| När Råttkungen återvänder, måste Splinter övervinna sin rädsla för att kontrollera honom. Samtidigt tar Michelangelo hand om en vildkatt, som snart muteras till "Ice Cream Kitty". Titelreferens: Of Mice and Men |  |                                                                              |  |                               |                                |  |  |                   |  |        |  |  |
| 39-40 |  | "Manhattanprojektet" "The Manhattan Project Wormquake!"                      |  | Michael Chang & Alan Wan      | Brandon Auman & John Shirley   |  |  | 14 mars 2014      |  |        |  |  |
| Shredder återvänder från Japan, med mutanttigern Tiger Claw. Samtidigt använder sig Kraang av jättelika mutantmaskar som får marken att skaka. Titelreferens: Manhattan Project |  |                                                                              |  |                               |                                |  |  |                   |  |        |  |  |
| 41 |  | "Labyrinter & mutanter" "Mazes & Mutants"                                    |  | Michael Chang                 | Eugene Son                     |  |  | 27 april 2014     |  |        |  |  |
| Sköldpaddorna spelar rollspelet "Mazes & Mutants" då den muterade gråsparven "Sir Malachi" skickar dem rakt in I spelet. |  |                                                                              |  |                               |                                |  |  |                   |  |        |  |  |
| 42 |  | "Baxter Stockmans ensamma mutation" "The Lonely Mutation of Baxter Stockman" |  | Sebastian Montes              | Brandon Auman                  |  |  | 4 maj 2014        |  |        |  |  |
| Donatello upptäcker ett retromutagen som kan återställa Kirby. Samtidigt muteras Baxter Stockman till fluga. När han får hora om retromutagenet kidnappar han April och kräver att sköldpaddorna ger honom retromutagenet i utbyte mot April.                                                                                |  |                                                                              |  |                               |                                |  |  |                   |  |        |  |  |
| 43 |  | "Neutraliserad!" "Newtralized!"                                              |  | Alan Wan                      | Gavin Hignight                 |  |  | 11 maj 2014       |  |        |  |  |
| Spänning uppstår mellan Casey Jones och Raphael. |  |                                                                              |  |                               |                                |  |  |                   |  |        |  |  |
| 44 |  | "Pizzafejan" "Pizza Face"                                                    |  | Sebastian Montes              | Chris "Doc" Wyatt              |  |  | 18 maj 2014       |  |        |  |  |
| När levande pizzor börjar förvandla människor till zombies, måste Michelangelo rädda dem från Pizza Face. Noterbart: Dominic Catrambone läser Leonardos röst i stället för Jason Biggs. |  |                                                                              |  |                               |                                |  |  |                   |  |        |  |  |
| 45 |  | "Tiger Claws vrede" "The Wrath of Tiger Claw"                                |  | Michael Chang                 | Christopher Yost               |  |  | 8 juni 2014       |  |        |  |  |
| Tiger Claw återvänder och söker hämnd på sköldpadorna och infiltrerar, tillsammans med Karai, sköldpaddornas högkvarter. Splinter förklarar för henne att hon egentligen är hans dotter Miwa. Snart tillfångatar Shredder Karai, och låser in henne i en cell. Noterbart: Jason Biggs läser Leonardos röst för sista gången. |  |                                                                              |  |                               |                                |  |  |                   |  |        |  |  |
| 46 |  | "Legenden om Kuro" "The Legend of the Kuro Kabuto"                           |  | Alan Wan                      | Doug Langdale                  |  |  | 15 juni 2014      |  |        |  |  |
| Leonardo övertalar övriga sköldpaddor att försöka frita Karai. Samtidigt blir Shredders hjälm stulen av hightech-tjuven Anton Zeck och ryske vapenhandlaren Ivan Steranko. Noterbart: Från detta avsnitt och säsongen ut läses Leonardos röst av Dominic Catrambone.                                                         |  |                                                                              |  |                               |                                |  |  |                   |  |        |  |  |
| 47 |  | "Plan 10"                                                                    |  | Michael Chang                 | Henry Gilroy                   |  |  | 22 juni 2014      |  |        |  |  |
| Raphael och en Kraang byter tillfälligt kroppar, genom en olycka när sköldpaddorna infiltrerar Teknodromen. |  |                                                                              |  |                               |                                |  |  |                   |  |        |  |  |
| 48 |  | "Hämnden är min" "Vengeance is Mine"                                         |  | Sebastian Montes              | Peter di Cicco                 |  |  | 29 juni 2014      |  |        |  |  |
| Leonardo planerar att frita Karai, mot Splinters vilja. När Karai faller i en mutagenbehållre, av Shredder ursprungligen avsedd för sköldpaddorna, förvandlas hon till en ormmutant. |  |                                                                              |  |                               |                                |  |  |                   |  |        |  |  |
| 49 |  | "En spökhistoria från Chinatown" "A Chinatown Ghost Story"                   |  | Alan Wan                      | Randolph Heard                 |  |  | 12 september 2014 |  |        |  |  |
| Kampsportaren Ho Chan, ättling till Shangdynastin, befrias av Purple Dragons. Han kidnappar April och Irma. När sköldpaddorna försöker rädda dem blir Leonardo, Michelangelo och Raphael hjärntvättade av Ho Chan. |  |                                                                              |  |                               |                                |  |  |                   |  |        |  |  |
| 50 |  | "In i Dimension X!" "Into Dimension X!"                                      |  | Sebastian Montes              | Doug Langdale                  |  |  | 19 september 2014 |  |        |  |  |
| Sköldpaddorna får ett meddelande från Leahterhead att Kraang fulländat utvecklingen av sitt mutagen. Sköldpaddorna beger sig till Dimension X för att stoppa Traag och Granitor. |  |                                                                              |  |                               |                                |  |  |                   |  |        |  |  |
| 51 |  | "Invasionen: del 1" "The Invasion, Part 1"                                   |  | Michael Chang                 | Brandon Auman                  |  |  | 26 september 2014 |  |        |  |  |
| När Kraang och Shredder går samman, måste sköldpaddorna stoppa dem. |  |                                                                              |  |                               |                                |  |  |                   |  |        |  |  |
| 52 |  | "Invasionen: del 1" "The Invasion, Part 1"                                   |  | Alan Wan                      | John Shirley                   |  |  | 26 september 2014 |  |        |  |  |
| När sköldpaddornas högkvarter förstörs av "Irma" som visar sig egentligen vara en förklädd Kraang, måste sköldpaddorna stoppa Kraang och Shredder. Medan Leonardo går i strid med Shredders fotsoldater, går Splinter och Leatherhead i strid mot Shredder själv.                                                            |  |                                                                              |  |                               |                                |  |  |                   |  |        |  |  |

### Fotnoter
1. ↑  ”"Teenage Mutant Ninja Turtles' Renewed by Nickelodeon for Second Season; Premiere is Number 1 Kids Program on Basic Cable”. tvbythenumbers.zap2it.com. 2 oktober 2012. Arkiverad från originalet den 4 november 2015. https://web.archive.org/web/20151104001600/http://tvbythenumbers.zap2it.com/2012/10/02/teenage-mutant-ninja-turtles-renewed-by-nickelodeon-for-second-season-premiere-is-number-1-kids-program-on-basic-cable/151241/. Läst 17 december 2015.
2. ↑  ”Teenage Mutant Ninja Turtles Season Two to Premiere October 12”. Comingsoon.net. 26 september 2013. Arkiverad från originalet den 28 september 2013. https://web.archive.org/web/20130928214142/http://www.comingsoon.net/news/tvnews.php?id=109445. Läst 17 december 2015.
3. ↑  "Master Splinter" (18 november 2013). ”Nickelodeon Season 2 – Episode 027 (The Mutation Situation)” (på engelska). Mutant Ooze. http://mutantooze.org/wiki/nickelodeon-season-2-episode-01-the-mutation-situation/. Läst 17 december 2015.
4. ↑  "Master Splinter" (18 november 2013). ”Nickelodeon Season 2 – Episode 028 (Invasion of the Squirrelanoids)” (på engelska). Mutant Ooze. http://mutantooze.org/wiki/nickelodeon-season-2-episode-02-invasion-of-the-squirrelanoids/. Läst 17 december 2015.
5. ↑  "Master Splinter" (18 november 2013). ”Nickelodeon Season 2 – Episode 029 (Follow the Leader)” (på engelska). Mutant Ooze. http://mutantooze.org/wiki/nickelodeon-season-02-episode-03-follow-the-leader/. Läst 17 december 2015.
6. ↑  "Master Splinter" (18 november 2013). ”Nickelodeon Season 2 – Episode 03 (Mutagen Man Unleashed)” (på engelska). Mutant Ooze. http://mutantooze.org/wiki/nickelodeon-season-2-episode-04-mutagen-man-unleashed/. Läst 17 december 2015.
7. ↑  "Master Splinter" (18 november 2013). ”Nickelodeon Season 2 – Episode 031 (Mikey Gets Shellacne)” (på engelska). Mutant Ooze. http://mutantooze.org/wiki/nickelodeon-season-2-episode-05-mikey-gets-shellacne/. Läst 17 december 2015.
8. ↑  "Master Splinter" (11 april 2014). ”Nickelodeon Season 2 – Episode 032 (Target: April O'Neil)” (på engelska). Mutant Ooze. http://mutantooze.org/wiki/nickelodeon-season-02-episode-06-target-april-oneil/. Läst 17 december 2015.
9. ↑  "Master Splinter" (11 april 2014). ”Nickelodeon Season 2 – Episode 033 (Slash and Destroy)” (på engelska). Mutant Ooze. http://mutantooze.org/wiki/nickelodeon-season-2-episode-7-slash-and-destroy/. Läst 17 december 2015.
10. ↑  "Master Splinter" (11 april 2014). ”Nickelodeon Season 2 – Episode 034 (The Good, the Bad, and Casey Jones)” (på engelska). Mutant Ooze. http://mutantooze.org/wiki/nickelodeon-season-2-episode-8-the-good-the-bad-and-casey-jones/. Läst 17 december 2015.
11. ↑  "Master Splinter" (11 april 2014). ”Nickelodeon Season 2 – Episode 035 (The Kraang Conspiracy)” (på engelska). Mutant Ooze. http://mutantooze.org/wiki/nickelodeon-season-2-episode-09-the-kraang-conspiracy/. Läst 17 december 2015.
12. ↑  "Master Splinter" (11 april 2014). ”Nickelodeon Season 2 – Episode 036 (Fungus Humungous)” (på engelska). Mutant Ooze. http://mutantooze.org/wiki/nickelodeon-season-2-episode-10-fungus-humungous/. Läst 17 december 2015.
13. ↑  "Master Splinter" (11 april 2014). ”Nickelodeon Season 2 – Episode 037 (Metalhead Rewired)” (på engelska). Mutant Ooze. http://mutantooze.org/wiki/nickelodeon-season-2-episode-11-metalhead-rewired/. Läst 17 december 2015.
14. ↑  "Master Splinter" (11 april 2014). ”Nickelodeon Season 2 – Episode 038 (Of Rats and Men)” (på engelska). Mutant Ooze. http://mutantooze.org/wiki/nickelodeon-season-2-episode-12-of-rats-and-men/. Läst 17 december 2015.
15. ↑  "Master Splinter" (11 april 2014). ”4 Kids Season 2 – Episode 13 (Wormquake!)” (på engelska). Mutant Ooze. http://mutantooze.org/wiki/nickelodeon-season-2-episode-13-wormquake/. Läst 17 december 2015.
16. ↑  ”Mazes and Mutants” (på engelska). TV.Com. 27 april 2015. http://www.tv.com/shows/teenage-mutant-ninja-turtles-2012/mazes-and-mutants-3025744/. Läst 17 december 2015.
17. ↑  ”The Lonely Mutation of Baxter Stockman” (på engelska). TV.Com. 4 maj 2014. http://www.tv.com/shows/teenage-mutant-ninja-turtles-2012/the-lonely-mutation-of-baxter-stockman-3027713/. Läst 17 december 2015.
18. ↑  ”Newtralized!” (på engelska). TV.Com. 11 maj 2014. http://www.tv.com/shows/teenage-mutant-ninja-turtles-2012/newtralized-3028110/. Läst 17 december 2015.
19. ↑  ”Pizza Face” (på engelska). TV.Com. 18 maj 2014. http://www.tv.com/shows/teenage-mutant-ninja-turtles-2012/pizza-face-3028676/. Läst 17 december 2015.
20. ↑  ”The Wrath of Tiger Claw” (på engelska). TV.Com. 8 juni 2014. http://www.tv.com/shows/teenage-mutant-ninja-turtles-2012/the-wrath-of-tiger-claw-3030443/. Läst 17 december 2015.
21. ↑  ”The Legend of the Kuro Kabuto” (på engelska). TV.Com. 15 juni 2014. http://www.tv.com/shows/teenage-mutant-ninja-turtles-2012/the-legend-of-the-kuro-kabuto-3031950/. Läst 17 december 2015.
22. ↑  ”Plan 10” (på engelska). TV.Com. 22 juni 2014. http://www.tv.com/shows/teenage-mutant-ninja-turtles-2012/plan-10-3033791/. Läst 17 december 2015.
23. ↑  ”Vengeance is Mine” (på engelska). TV.Com. 29 juni 2014. http://www.tv.com/shows/teenage-mutant-ninja-turtles-2012/vengeance-is-mine-3034524/. Läst 17 december 2015.
24. ↑  ”A Chinatown Ghost Story” (på engelska). TV.Com. 12 september 2014. http://www.tv.com/shows/teenage-mutant-ninja-turtles-2012/a-chinatown-ghost-story-3045422/. Läst 17 december 2015.
25. ↑  ”Into Dimension X!” (på engelska). TV.Com. 19 september 2014. http://www.tv.com/shows/teenage-mutant-ninja-turtles-2012/into-dimension-x-3048933/. Läst 17 december 2015.
26. ↑  ”The Invasion” (på engelska). TV.Com. 26 september 2014. http://www.tv.com/shows/teenage-mutant-ninja-turtles-2012/the-invasion-3048076/. Läst 17 december 2015.
27. ↑  ”The Invasion” (på engelska). TV.Com. 26 september 2014. http://www.tv.com/shows/teenage-mutant-ninja-turtles-2012/the-invasion-3048077/. Läst 17 december 2015.